# Liga de Honra de 1999–00
A edição de 1999-2000 da Liga de Honra foi a décima edição deste escalão do futebol português.
Foi disputada por 18 clubes: 3 despromovidos da Primeira Liga, 3 promovidos da II Divisão, e os restantes que tinham permanecido.
O vencedor foi o Paços de Ferreira. Acompanharam na subida à Primeira Divisão o Beira-Mar e o Desportivo das Aves, que ficaram em segundo e terceiro lugares respectivamente.
Moreirense, Esposende e Sporting da Covilhã foram despromovidos para a II Divisão.

## Equipas
Equipas a disputar a edição em relação à edição anterior
| Despromovidas da Primeira Liga - Académica de Coimbra - Beira-Mar - Desportivo de Chaves | Mantidos - Desportivo das Aves - Esposende - Felgueiras - Leça - Maia - Moreirense - Naval - Paços de Ferreira - Penafiel - Sporting de Espinho - União de Lamas - Varzim | Promovidos à 2ª Divisão de Honra - Freamunde - Imortal - Sporting de Covilhã |

## Tabela classificativa
|     | Equipa               | Pts | J  | V  | E  | D  | GM | GS | +/- | Comments                      |
| --- | -------------------- | --- | -- | -- | -- | -- | -- | -- | --- | ----------------------------- |
| 1.  | Paços de Ferreira    | 65  | 34 | 19 | 8  | 7  | 56 | 31 | +25 | Promovidos à Primeira Divisão |
| 2.  | Beira-Mar            | 65  | 34 | 18 | 11 | 5  | 54 | 30 | +24 | Promovidos à Primeira Divisão |
| 3.  | Desportivo das Aves  | 61  | 34 | 18 | 7  | 9  | 33 | 24 | +9  | Promovidos à Primeira Divisão |
| 4.  | Varzim               | 60  | 34 | 17 | 9  | 8  | 53 | 33 | +20 |                               |
| 5.  | Académica de Coimbra | 57  | 34 | 16 | 9  | 9  | 55 | 37 | +18 |                               |
| 6.  | Penafiel             | 56  | 34 | 14 | 14 | 6  | 52 | 33 | +19 |                               |
| 7.  | Felgueiras           | 51  | 34 | 14 | 9  | 11 | 42 | 36 | +6  |                               |
| 8.  | U. Lamas             | 46  | 34 | 14 | 4  | 16 | 39 | 50 | -11 |                               |
| 9.  | Sp. Espinho          | 45  | 34 | 13 | 6  | 15 | 51 | 48 | +3  |                               |
| 10. | Freamunde            | 45  | 34 | 11 | 12 | 11 | 42 | 37 | +5  |                               |
| 11. | Leça                 | 45  | 34 | 13 | 6  | 15 | 41 | 49 | -8  |                               |
| 12. | Chaves               | 44  | 34 | 11 | 11 | 12 | 46 | 45 | +1  |                               |
| 13. | Naval                | 42  | 34 | 11 | 9  | 14 | 53 | 55 | -2  |                               |
| 14. | Maia                 | 42  | 34 | 11 | 9  | 14 | 35 | 44 | -9  |                               |
| 15. | Imortal              | 33  | 34 | 8  | 9  | 17 | 43 | 64 | -21 |                               |
| 16. | Moreirense           | 29  | 34 | 6  | 11 | 17 | 29 | 49 | -30 | Despromoção para a II Divisão |
| 17. | Esposende            | 28  | 34 | 8  | 4  | 22 | 31 | 65 | -34 | Despromoção para a II Divisão |
| 18. | Sp. Covilhã          | 25  | 34 | 5  | 10 | 19 | 23 | 48 | -25 | Despromoção para a II Divisão |

Nota 1: cada vitória valia 3 pontos
Nota 2: quando dois ou mais clubes têm os mesmos pontos, a classificação é determinada pelos resultados dos jogos entre eles.

## Melhor marcador
Marcos Nangi, mais conhecido como Marcão, futebolista brasileiro, foi o melhor marcador, tendo marcado 27 golos ao longo da época, que jogou pelo Varzim.

## Treinadores
Alguns dos treinadores das equipas no decorrer da época:
| Equipa               | Treinador                      |
| -------------------- | ------------------------------ |
| Académica de Coimbra | Carlos Garcia                  |
| Beira-Mar            | António Sousa                  |
| Felgueiras           | Diamantino Miranda             |
| Imortal              | Ricardo Formosinho Paco Fortes |
| Maia                 | Horácio Gonçalves              |
| Paços de Ferreira    | José Mota                      |
| Penafiel             | Luís Campos                    |
| Sp. Espinho          | Carlos Carvalhal               |
| Varzim               | Rogério Gonçalves              |